# 安藤貞季
安藤 貞季（あんどう さだすえ）は、鎌倉時代の武将。陸奥国の豪族。安藤季長又は安藤宗季の別名とも季長の子ともされる。郷土史家は安藤法季の別名とする。
正和年間（1312年～1317年）、貞季は十三湊に福島城という城を築城したとされる。
建武の新政以後、貞季は南朝方に与し、北畠顕家に従ったとされる。